# Sjliti (Tighvi)
Sjliti (en georgiano: სხლითი) o Ajslit (en osetio: Æхслит) es una aldea que pertenece a la parcialmente reconocida República de Osetia del Sur, parte del distrito de Znaur, aunque de iure pertenece al municipio de Tighvi de la región de Iberia Interior de Georgia.

## Geografía
Sjliti se ubica a orillas del río Gagura, a 4 km de Kornisi. 

## Historia
De 1922 a 1990, formó parte del distrito de Znaur del óblast autónomo de Osetia del Sur, siendo de mayoría osetia. De 1990 a 2006, formó parte del raión de Kareli y, desde 2006, forma parte del municipio de Tighva. 
Tras la guerra de Osetia del Sur, la aldea quedó prácticamente desierta. 

## Demografía
La evolución demográfica de Sjliti entre 1911 y 2015 fue la siguiente:
| 330                                                      | 210 | 155 | 81 | 65 | 55 | 29 |
| (Fuente: Population of South Ossetia since Soviet times) |     |     |    |    |    |    |

Según el censo soviético de 1959, la mayoría de la población local eran osetios.